# Andrzej Michalak
Andrzej Michalak (nascido em 7 de abril de 1959) é um ex-ciclista polonês, que competiu representando as cores da Polônia em duas provas de ciclismo de pista nos Jogos Olímpicos de Verão de 1980.